# Taddeo Zuccaro

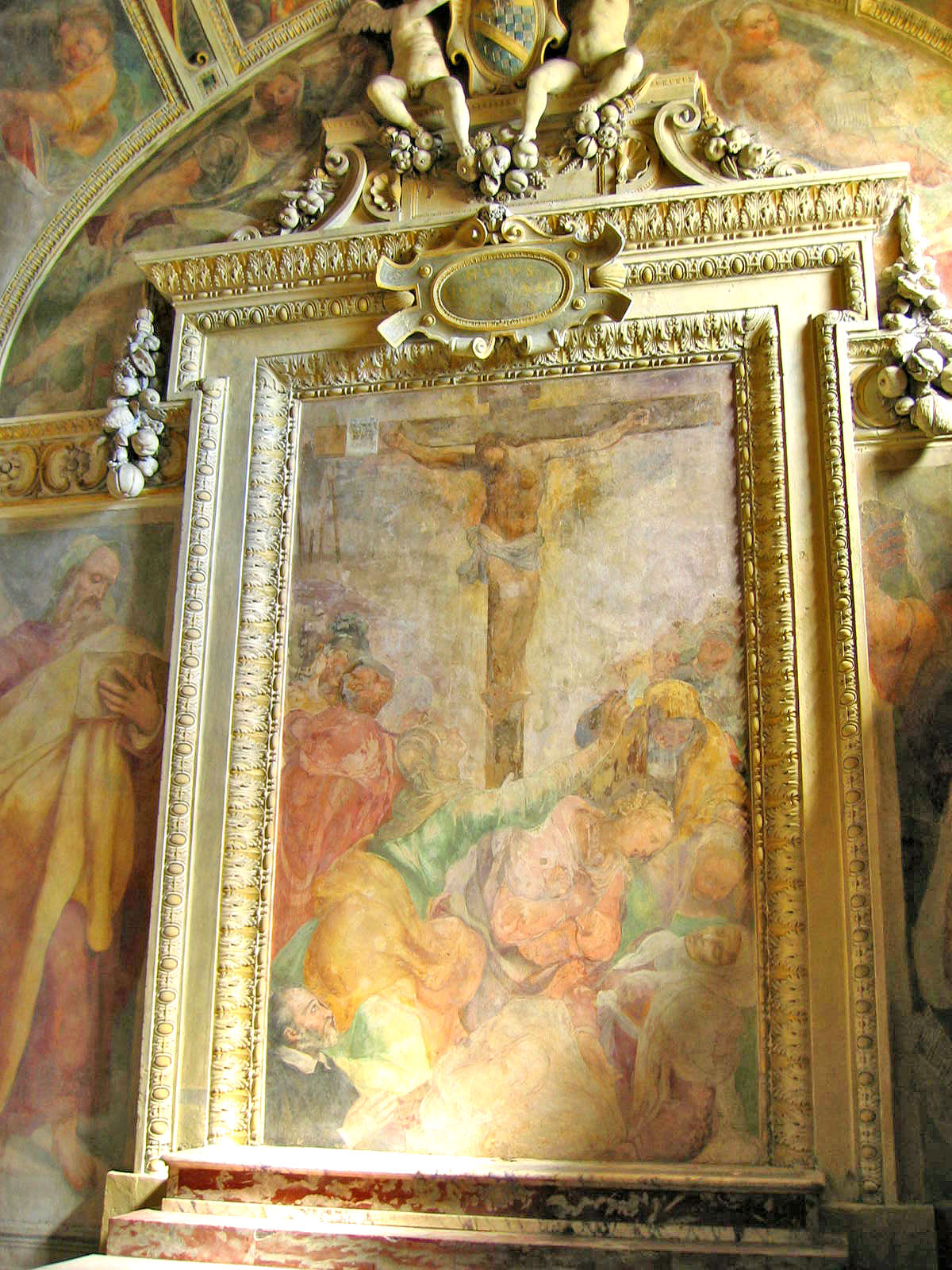
Crucifixión (1556) de Taddeo Zuccaro. Iglesia de Nuestra Señora de la Consolación (Santa Maria della Consolazione), Roma.

Tadeo Zuccaro (Marcas, cerca de Urbino, 1 de septiembre de 1529-2 de septiembre de 1566), pintor italiano del manierismo.

## Carrera
Fue autodidacta, aprendiendo en particular de la obra de Rafael y de la escuela rafaelesca del primer manierismo. Consigue recrear parcialmente algo del nuevo sentido esencial del clasicismo. Su pintura exhibe una cualidad contradictoria con el estilo de su época: una tendencia al naturalismo descriptivo que aparece dentro de su estilización manierista. El naturalismo es un componente importante en el complejo global de su arte; este representa el nexo que supo efectuar entre el manierismo y las exigencias que la incipiente reforma católica demandaba. Su tendencia preanuncia el barroco de los Carracci.
Sus obras más importantes son una Crucifixión (1553-1556), en la Capilla Mattei de Santa María de la Consolación; la Conversión de San Pablo (1563); Cristo muerto sostenido por ángeles (1564-1565); la decoración de la sala del Fasti (1565); El Concilio de Trento (1565), obra de valor mayormente histórico. En los fondos del Museo Nacional de Arte de Cataluña se conserva un dibujo Apuntes de figura, proveniente de la colección privada de Raimon Casellas.
Al morir en 1566 su hermano y discípulo Federico Zuccaro será el encargado de terminar los compromisos que este dejó, especialmente en Roma.